# Eberstadt
Eberstadt  est une commune d'Allemagne située dans le Bade-Wurtemberg. La ville a une superficie de 12,5 km² pour 3157 habitants (au 31 décembre 2008), soit une densité de 253 habitants par km².
La commune accueille tous les ans le meeting d'Eberstadt depuis 1979.